# Sitno (powiat sępoleński)
Sitno – wieś w Polsce położona w województwie kujawsko-pomorskim, w powiecie sępoleńskim, w gminie Sośno.
W latach 1975–1998 miejscowość należała administracyjnie do województwa bydgoskiego. Według Narodowego Spisu Powszechnego (III 2011 r.) liczyła 489 mieszkańców. Jest czwartą co do wielkości miejscowością gminy Sośno. W miejscowości działało państwowe gospodarstwo rolne.
1 lutego 1972 w Sitnie została utworzona rzymskokatolicka parafia św. Józefa.

## Zabytki
Według rejestru zabytków NID na listę zabytków wpisany jest kościół ewangelicki, obecnie rzymskokatolicki parafialny pw. św. Józefa, z roku 1898, nr rej.: A/1273 z 20.03.2007.